# エイコサノイド

必須脂肪酸の代謝経路とエイコサノイドの形成

エイコサノイド (eicosanoid) は、エイコサン酸（アラキドン酸）を骨格に持つ化合物、ないしその誘導体の総称。主としてオートクリンやパラクリンとして働く生理活性物質である。IUPAC/IUBMBではエイコサンの名称がイコサンに変更されたことから、イコサノイドの名称を推奨している。出発物質にはアラキドン酸やエイコサペンタエン酸、γ-リノレン酸があるが、アラキドン酸を共通の出発物質とすることが多いのでエイコサノイドの生合成系をアラキドン酸カスケードと呼ぶことが多い。
エイコサノイドにはプロスタグランジン、ロイコトリエンやトロンボキサンなどが含まれるが、細胞によってどれがどの程度発現するかは異なる。エイコサノイド生合成に必要なアラキドン酸の原料である不飽和脂肪酸で必須脂肪酸であるリノール酸などのω-6脂肪酸は人を含む後生動物で合成することができないので、これらの動物は植物や他の動物から必須脂肪酸を摂取する必要がある。エイコサノイドの各化合物の特長として、プロスタグランジンは五員環を有し、二重結合を2つしか持たないのに対し、ロイコトリエンは二重結合を4つ持ち環構造を持たない、トロンボキサンは酸素を含む六員環（ピラン）を骨格に持ち二重結合を2つ持つというのがある。